# NGC 4510
NGC 4510 é uma galáxia elíptica (E) localizada na direcção da constelação de Draco. Possui uma declinação de +64° 14' 02" e uma ascensão recta de 12 horas, 31 minutos e 47,2 segundos.
A galáxia NGC 4510 foi descoberta em 9 de Setembro de 1866 por Heinrich Louis d'Arrest.